# Padam Padam (canción de Kylie Minogue)
«Padam Padam» es una canción de la cantante australiana Kylie Minogue para su decimosexto álbum de estudio Tension (2023). Minogue publicó la canción como el primer sencillo oficial del álbum el 18 de mayo de 2023, bajo los sellos discográficos de BMG y Darenote. Fue escrita por la cantante y compositora noruega Ina Wroldsen junto con su productor Lostboy.

## Antecedentes
La canción se anunció junto con el anuncio del álbum el 12 de mayo de 2023, pero no tenía fecha de lanzamiento en ese momento. La fecha de lanzamiento se anunció el 15 de mayo, junto con una vista previa de 20 segundos de la canción. El título de la canción «Padam Padam», es una onomatopeya para denominar al latido del corazón.

## Música y letras
«Padam Padam» es una canción pop, electropop y dance pop. Según George Griffiths de Official Charts Company, «Padam Padam» es «electro pop elástico, inspirado en el sonido de Europa del Este, con un toque especial». Músicalmente, está compuesto en tiempo 4
4 con tono de La menor con un tempo de 148 latidos por minuto y una progresión de acordes de C.

## Promoción

### Videoclip
El video musical fue filmado en el Pink Motel, Sun Valley en Los Ángeles y dirigido por Sophie Muller. Fue lanzado el 18 de mayo de 2023, y muestra a Minogue en un catsuit Mugler personalizado rojo con una capa, y flanqueada por bailarines vestidos de rojo.

### Actuaciones en directo
En mayo de 2023, Minogue interpretó «Padam Padam» por primera vez durante el final de la temporada 21 de American Idol en un popurrí junto con «Can't Get You Out of My Head»; para este último, se le unió Nutsa, una de las concursantes finalistas. En junio de 2023, Minogue dio una actuación no anunciada previamente como invitada sorpresa en el Capital's Summertime Ball en el estadio de Wembley en Londres, que marcó el debut de «Padam Padam» en el Reino Unido. Durante la aparición, también interpretó «Can't Get You Out of My Head».

## Posicionamiento en listas
| Listas (2023)                                     | Mejor posición |
| ------------------------------------------------- | -------------- |
| Argentina Anglo (Monitor Latino)                  | 6              |
| Australia (ARIA)                                  | 1              |
| Australia Club Tracks (ARIA)                      | 5              |
| Bélgica (Flandes) (Ultratop 50)                   | 4              |
| Canada Digital Song Sales (Billboard)             | 2              |
| Chile Anglo (Monitor Latino)                      | 3              |
| CEI (Tophit)                                      | 57             |
| Colombia Anglo (Monitor Latino)                   | 1              |
| Croacia (HRT)                                     | 2              |
| Costa Rica (Monitor Latino)                       | 1              |
| El Salvador Anglo (Monitor Latino)                | 4              |
| Germany Download Singles (Official German Charts) | 1              |
| Global 200 (Billboard)                            | 190            |
| Guatemala Anglo (Monitor Latino)                  | 1              |
| Hungría (Single Top 40)                           | 32             |
| Irlanda (IRMA)                                    | 10             |
| Israel (Media Forest)                             | 1              |
| México Anglo (Monitor Latino)                     | 2              |
| New Zealand Hot Singles (RMNZ)                    | 1              |
| Países Bajos (Dutch Top 40 Tipparade)             | 2              |
| Países Bajos (Single Tip)                         | 1              |
| Polonia (Polish Airplay Top 100)                  | 1              |
| Reino Unido (UK Singles Chart)                    | 8              |
| Reino Unido (UK Dance Chart)                      | 5              |
| Reino Unido (UK Indie Chart)                      | 1              |
| Estados Unidos (Dance/Mix Show Airplay)           | 1              |
| Estados Unidos (Digital Songs)                    | 4              |
| Estados Unidos (Hot Dance/Electronic Songs)       | 1              |

## Certificaciones
| País (organismo certificador) | Certificación | Unidades certificadas |
| ----------------------------- | ------------- | --------------------- |
| Australia (ARIA)              | Oro           | 35 000                |
| Brasil (Pro-Música Brasil)    | Oro           | 20 000                |
| Reino Unido (BPI)             | Plata         | 200 000               |

## Historial de publicación
| Páis   | Fecha              | Versión               | Formato                    | Discográfica | Ref.   |
| ------ | ------------------ | --------------------- | -------------------------- | ------------ | ------ |
| Varios | 14 de mayo de 2023 | Original              | Descarga digital streaming | Darenote BMG | [ 4 ]  |
| Varios | 25 de mayo de 2023 | Extended mix          | Descarga digital streaming | Darenote BMG | [ 48 ] |
| Varios | 4 de junio de 2023 | Original Extended mix | CD                         | Darenote BMG | [ 49 ] |